# The Glass Key (1942)
The Glass Key é um filme de drama noir estadunidense de 1942, dirigido por Stuart Heisler. O roteiro adapta romance homônimo de Dashiell Hammett, que já havia sido filmado antes em 1935.

## Elenco
- Brian Donlevy...Paul Madvig
- Veronica Lake...Janet Henry
- Alan Ladd...Ed Beaumont[1]
- Bonita Granville...Opal "Snip" Madvig
- Richard Denning...Taylor Henry
- Joseph Calleia...Nick Varna
- William Bendix...Jeff
- Frances Gifford...enfermeira
- Donald MacBride...Promotor Farr
- Margaret Hayes...Eloise Matthews
- Moroni Olsen...Ralph Henry
- Eddie Marr...Rusty
- Arthur Loft...Clyde Matthews
- George Meader...Claude Tuttle

## Sinopse

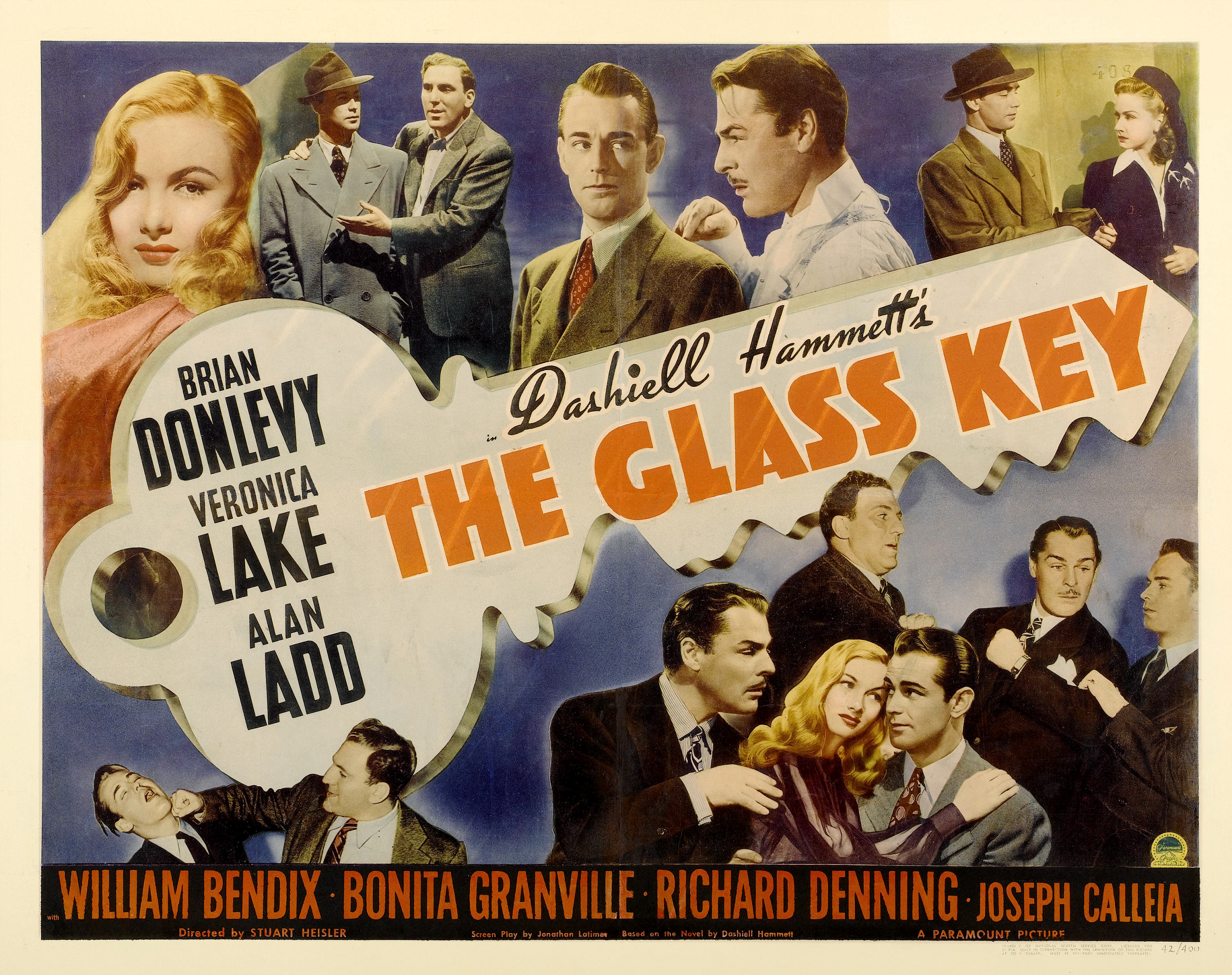
Lobby card promocional

O chefe político vigarista Paul Madvig resolve apoiar o candidato reformista Ralph Henry para governador por estar interessado na filha dele, Janet Henry. Quando o irmão dela, Taylor, aparece morto, Madvig se torna o principal suspeito pois era contrário ao namoro dele com a filha, Opal Madvig. O braço-direito do político, Ed Beaumont, investiga o assassinato por conta própria e sofre a oposição do gângster Nick Varna e de seu brutal capanga Jeff, contrários a eleição de Ralph.

### Arquivos de áudio
- The Glass Key de The Campbell Playhouse: 10 de março de 1939
- The Glass Key de Screen Guild Theater: 22 de julho de 1946